# Locquirec
Locquirec (tiếng Breton: Lokireg) là một xã của tỉnh Finistère, thuộc vùng Bretagne, miền tây bắc Pháp.

## Dân số
Người dân ở Locquirec được gọi là Locquirécois.